# Pristimantis ixalus
Espèce
Synonymes
- Eleutherodactylus ixalus Lynch, 2003

Statut de conservation UICN

 DD  : Données insuffisantes
Pristimantis ixalus est une espèce d'amphibiens de la famille des Craugastoridae.

## Répartition
Cette espèce est endémique du département de Santander en Colombie. Elle se rencontre dans la municipalité de Betulia entre 1 300 et 1 700 m d'altitude dans la cordillère Orientale.

## Publication originale
- Lynch, 2003 : New species of frogs (Eleutherodactylus: Leptodactylidae) from the Cordillera Oriental of Norte de Santander and Santander, Colombia. Revista de la Academia Colombiana de Ciencias Exactas Fisicas y Naturales, vol. 27, no 104, p. 449-460.